# ФК «Спартак» Москва в сезоне 1997
Сезон 1997 года стал для ФК «Спартак» Москва 6-м в чемпионатах России высшего дивизиона. Из Кубка России красно-белые выбыли в четвертьфинале, проиграв петербургскому «Зениту» 0:1, а в Лиге чемпионов на предварительном этапе уступили словацкому «Кошице» (1:2, 0:0). Но эти неудачи компенсировали победа в первенстве страны и уверенное выступление осенью в Кубке УЕФА.
Оставив после Чемпионата Европы 1996 пост главного тренера сборной России, Олег Романцев вернулся к руководству «Спартаком», а выигравший в прошлом году чемпионат Георгий Ярцев вновь занял место его помощника. В тренерский штаб вошёл Юрий Дарвин, которому поручили работу с вратарями.
Серьёзно изменился состав команды. Из молодых чемпионов России-96 лишь Егор Титов и Александр Ширко закрепились в новом сезоне в основном составе. В нижегородский «Локомотив» ушли Александр Липко и Сергей Чудин, летом туда же в аренду были отданы Владислав Дуюн с Владимиром Джубановым. В немецкий «Байер» уехал Артём Безродный. Почти не играл опытный Андрей Пятницкий, который так и не смог до конца избавиться от последствий травмы ноги. Восстановился после тяжелейшего перелома Дмитрий Хлестов. Из «Уралмаша» пришёл белорус Мирослав Ромащенко. Получили приглашение в «Спартак» из тольяттинской «Лады» нападающий Максим Бузникин, а также полузащитник Алексей Бахарев. Летом к чемпионам России присоединился бразилец Луис Перейра да Силва Робсон.
В финале традиционного Кубка Содружества спартаковцы уступили киевскому «Динамо» (2:3). Только к началу лета возвратился в строй Андрей Тихонов. В сезоне блеснул Валерий Кечинов, для которого сезон стал самым ярким в спартаковской карьере, он забил 11 мячей — больше всех в команде. Оторваться от московского «Динамо» и «Ротора» в турнирной таблице «Спартаку» долго не удавалось. На самом финише бело-голубые не выдержали гонки, а волгоградцы не сдавались, судьба первого места решилась в очном споре лидеров в последнем туре.
Ещё летом уступив «Кошице» место в Лиге чемпионов, красно-белые попали в Кубок УЕФА, где их первым соперником стал швейцарский «Сьон». В гостях спартаковцы выиграли 1:0 благодаря голу Кечинова. А начало московского матча было задержано на 25 минут, так как швейцарцы попросили делегата УЕФА итальянца Паоло Казарина замерить высоту ворот на стадионе «Локомотив». Прозвучал стартовый свисток, на 4-й минуте счёт открыли гости, но Ширко в первом тайме, а Аленичев в начале второго вывели «Спартак» вперёд, но в концовке швейцарцы все же свели встречу к ничьей. Москвичи по итогам двух игр заслуженно вышли в 1/16 финала, однако руководители «Сьона» подали протест в УЕФА по поводу того, что ворота в ответном матче были чуть ниже установленного стандарта. Они требовали засчитать «Спартаку» техническое поражение и пустить дальше их команду, но контрольно-дисциплинарный комитет принял другое решение: переиграть встречу в Москве. В переигровке спартаковцы разгромили соперника: Титов, Кечинов, Тихонов и Ромащенко забили пять мячей, гол престижа «Сьону» удалось провести лишь под занавес матча.
У испанского «Вальядолида» в Москве красно-белые уверенно выиграли 2:0, мячи забили Тихонов и Титов. Через две недели футболисты «Вальядолида» предприняли попытку отыграться, москвичи грамотно оборонялись, а в середине второго тайма провели контратаку, в конце которой Ширко забил мяч. За две минуты до конца испанцы сравняли счёт, но тот же Ширко успел на сделать дубль — 2:1. Таким образом, красно-белые продлили себе сезон до декабря, в 1/8 финала жребий выбрал им немецкий «Карлсруэ». Игра в Германии принесла нулевую ничью, а 9 декабря дома спартаковцы имели безоговорочное преимущество, немцы угрожали воротам Филимонова редко, зато в обороне действовали предельно чётко и дотянули до дополнительного времени. Когда уже казалось, что серии пенальти не избежать, Ширко вышел один на один с вратарём, и принёс «Спартаку» победу, а с ней и выход в весеннюю стадию Кубка УЕФА.

## Команда

### Основной состав
| ?             | Руслан Нигматуллин   | Флаг России   | 7 октября 1974   | КАМАЗ (Набережные Челны)       |
| ?             | Александр Филимонов  | Флаг России   | 15 октября 1973  | Текстильщик (Камышин)          |
| ?             | Аристид Панайотиди   | Флаг России   | 28 февраля 1971  | ЦСК ВВС Кристалл (Смоленск)    |
| Защитники     |                      |               |                  |                                |
| ?             | Дмитрий Ананко       | Флаг России   | 29 сентября 1973 | Ростсельмаш (Ростов-на-Дону)   |
| ?             | Сергей Горлукович    | Флаг России   | 18 ноября 1961   | Спартак-Алания (Владикавказ)   |
| ?             | Вадим Евсеев         | Флаг России   | 8 января 1976    | Спартак-Дубль (Москва)         |
| ?             | Рамиз Мамедов        | Флаг России   | 21 августа 1972  | Спартак-Дубль (Москва)         |
| ?             | Ромащенко Мирослав   | Флаг Беларуси | 16 декабря 1973  | Уралмаш (Екатеринбург)         |
| ?             | Дмитрий Хлестов      | Флаг России   | 21 января 1971   | Спартак-Дубль (Москва)         |
| Полузащитники |                      |               |                  |                                |
| ?             | Дмитрий Аленичев     | Флаг России   | 20 октября 1972  | Локомотив (Москва)             |
| ?             | Алексей Бахарев      | Флаг России   | 12 октября 1976  | Лада (Тольятти)                |
| ?             | Константин Головской | Флаг России   | 25 апреля 1975   | Спартак-Дубль (Москва)         |
| ?             | Роберт Евдокимов     | Флаг России   | 27 февраля 1970  | КАМАЗ-Чаллы (Набережные Челны) |
| ?             | Андрей Коновалов     | Флаг России   | 13 сентября 1974 | Энергия-Текстильщик (Камышин)  |
| ?             | Василий Кульков      | Флаг России   | 11 июня 1966     | Миллуолл (Лондон)              |
| ?             | Алексей Мелёшин      | Флаг России   | 30 января 1976   | Спартак-Дубль (Москва)         |
| ?             | Андрей Пятницкий     | Флаг России   | 27 сентября 1967 | Пахтакор (Ташкент)             |
| ?             | Егор Титов           | Флаг России   | 29 мая 1976      | Спартак-Дубль (Москва)         |
| ?             | Илья Цымбаларь       | Флаг России   | 17 июня 1969     | Черноморец (Одесса)            |
| Нападающие    |                      |               |                  |                                |
| ?             | Максим Бузникин      | Флаг России   | 1 марта 1977     | Лада (Тольятти)                |
| ?             | Сергей Дмитриев      | Флаг России   | 19 марта 1964    | Тюмень (Тюмень)                |
| ?             | Валерий Кечинов      | Флаг России   | 5 августа 1974   | Пахтакор (Ташкент)             |
| ?             | Сергей Лутовинов     | Флаг России   | 25 марта 1975    | Ока (Коломна)                  |
| ?             | Луис Робсон          | Флаг Бразилии | 21 сентября 1974 | Ферровиарио (Форталеза)        |
| ?             | Андрей Тихонов       | Флаг России   | 16 октября 1970  | Титан (Реутов)                 |
| ?             | Александр Ширко      | Флаг России   | 24 ноября 1976   | Спартак-Дубль (Москва)         |

## Чемпионат России 1997

### Турнирная таблица
| М  | Команда         | И  | В  | Н  | П  | Мячи    | ±   | О  | Примечания                                        |
| -- | --------------- | -- | -- | -- | -- | ------- | --- | -- | ------------------------------------------------- |
| 1  | Спартак         | 34 | 22 | 7  | 5  | 67 − 30 | +37 | 73 | 2-й квалификационный раунд Лиги чемпионов 1998/99 |
| 2  | Ротор           | 34 | 20 | 8  | 6  | 54 − 27 | +27 | 68 | 2-й квалификационный раунд Кубка УЕФА 1998/99     |
| 3  | Динамо          | 34 | 19 | 11 | 4  | 50 − 20 | +30 | 68 | 2-й квалификационный раунд Кубка УЕФА 1998/99     |
| 4  | Шинник          | 34 | 15 | 10 | 9  | 38 − 35 | +3  | 55 | Второй раунд Кубка Интертото 1998                 |
| 5  | Локомотив М     | 34 | 15 | 9  | 10 | 47 − 37 | +10 | 54 | Первый раунд Кубка кубков 1998/99                 |
| 6  | Черноморец      | 34 | 13 | 14 | 7  | 40 − 26 | +14 | 53 |                                                   |
| 7  | Крылья Советов  | 34 | 14 | 7  | 13 | 32 − 30 | +2  | 49 |                                                   |
| 8  | Зенит           | 34 | 13 | 10 | 11 | 28 − 29 | −1  | 49 |                                                   |
| 9  | Балтика         | 34 | 11 | 16 | 7  | 38 − 33 | +5  | 49 | Первый раунд Кубка Интертото 1998                 |
| 10 | Алания          | 34 | 14 | 4  | 16 | 52 − 42 | +10 | 46 |                                                   |
| 11 | Торпедо-Лужники | 34 | 13 | 6  | 15 | 50 − 46 | +4  | 45 |                                                   |
| 12 | ЦСКА            | 34 | 11 | 9  | 14 | 31 − 42 | −11 | 42 |                                                   |
| 13 | Ростсельмаш     | 34 | 9  | 14 | 11 | 34 − 38 | −4  | 41 |                                                   |
| 14 | Жемчужина       | 34 | 11 | 7  | 16 | 38 − 51 | −13 | 40 |                                                   |
| 15 | Тюмень          | 34 | 9  | 7  | 18 | 28 − 46 | −18 | 34 |                                                   |
| 16 | Факел           | 34 | 7  | 5  | 22 | 25 − 49 | −24 | 26 | Вылет в Первый дивизион 1998                      |
| 17 | Локомотив НН    | 34 | 6  | 5  | 23 | 26 − 60 | −34 | 23 | Вылет в Первый дивизион 1998                      |
| 18 | КАМАЗ-Чаллы     | 34 | 8  | 3  | 23 | 38 − 75 | −37 | 21 | Вылет в Первый дивизион 1998                      |

И — игры, В — выигрыши, Н — ничьи, П — проигрыши, Мячи — забитые и пропущенные голы, ± — разница голов, О — очки

### Результаты матчей
- Нумерация туров может отличаться из-за переносов матчей.

| 16 марта 1997 1 тур | Жемчужина (Сочи) | 0:1 (0:1)       | Спартак (Москва) | Сочи                                                     |
| |                  | отчёт 1 отчёт 2 | 12′ Ширко        | Стадион: «Центральный» Зрителей: 10 000 Судья: Н. Иванов |
| Жемчужина (Сочи): Крюков, Бондарук, Новгородов, Мокрицкий, Горелов, Горшков, Кузнецов, Матвиенко (Сулейманов, 65), Гогричиани, Швецов (Гогиашвили, 57), Богатырёв (к) (Шубин, 75). Запасные: Гудиев, Бондарев, Коберский, Санько. Главный тренер: А. Ю. Найдёнов. Спартак (Москва): Филимонов, Хлестов, Кульков, Цымбаларь (к), Мамедов, Ширко, Головской, Ромащенко (Бузникин, 57), Титов, Кечинов, Бахарев. Запасные: Панайотиди, Ананко, Евдокимов, Коновалов. Главный тренер: О. И. Романцев. |                  |                 |                  |                                                          |

| 22 марта 1997 2 тур | Спартак (Москва)                        | 3:0 (1:0)       | Шинник (Ярославль) | Москва                                                   |
| | Бахарев 14′ · Цымбаларь 55′ · Титов 68′ | отчёт 1 отчёт 2 |                    | Стадион: «Локомотив» Зрителей: 10 000 Судья: Н. Левников |
| Спартак (Москва): Филимонов, Хлестов, Кульков, Цымбаларь (к) (Ширко, 72), Мамедов, Головской, Мелёшин (Ромащенко, 65), Аленичев, Титов, Кечинов (Бузникин, 80), Бахарев. Запасные: Панайотиди, Евсеев, Горлукович, Евдокимов. Главный тренер: О. И. Романцев. Шинник (Ярославль): Корнюхин, Потехин, Соловцов, Щиголев, Путилин, Казалов (к), Гришин, Герасимов (Бесчастных, 82), Клестов, Вязьмикин (Енин, 74), Бычков. Запасные: Гутеев, Моргунов, Мартынов, Голиков, Иляскин. Главный тренер: А. Ф. Полосин. |                                         |                 |                    |                                                          |

| 2 апреля 1997 3 тур | Торпедо-Лужники (Москва) | 0:3 (0:2)       | Спартак (Москва)                 | Москва                                                |
| |                          | отчёт 1 отчёт 2 | 32′ Цымбаларь · 39′, 61′ Кечинов | Стадион: «Торпедо» Зрителей: 12 800 Судья: Г. Жафяров |
| Торпедо-Лужники (Москва): Пчельников (к), Орловский, Хохлов, Машкарин, Махмутов, Бушманов, Смертин (Грехов, 46), Леонидас (Гужов, 67), Гашкин (Агашков, 46), Аваков, Леонченко. Запасные: Воробьёв, Корнаухов, Бурченков, Петросянц. Главный тренер: А. Ф. Тарханов. Спартак (Москва): Филимонов, Горлукович (Евсеев, 81), Кульков, Цымбаларь (к), Мамедов, Головской, Мелёшин, Аленичев, Титов, Кечинов, Бахарев. Запасные: Панайотиди, Ромащенко, Ананко, Евдокимов, Бузникин, Ширко. Главный тренер: О. И. Романцев. |                          |                 |                                  |                                                       |

| 5 апреля 1997 4 тур | Тюмень                     | 2:2 (0:1)       | Спартак (Москва)          | Тюмень                                                |
| | Лемешко 80′ · Бородкин 88′ | отчёт 1 отчёт 2 | 32′ Мелёшин · 74′ Мамедов | Стадион: «Тюмень» Зрителей: 7 000 Судья: Л. Ибрагимов |
| Тюмень: Кутепов, Колотовкин, Бородкин, Жиров, Жуков (к), Бессмертный, Павленко (Батуренко, 65), Луговкин (Лемешко, 46), Призетко, Дмитриев, Костюк (Татаркин, 46). Запасные: Масленников, Карас, Буров, Потыльчак. Главный тренер: А. С. Ирхин. Спартак (Москва): Филимонов, Горлукович, Кульков, Цымбаларь (к), Мамедов, Головской, Мелёшин, Аленичев, Титов (Бузникин, 83), Кечинов, Бахарев (Ромащенко, 80). Запасные: Панайотиди, Ананко, Евсеев, Евдокимов, Ширко. Главный тренер: О. И. Романцев. |                            |                 |                           |                                                       |

| 12 апреля 1997 5 тур | Спартак (Москва)                       | 3:0 (2:0)       | Черноморец (Новороссийск) | Москва                                                  |
| | Титов 2′ · Кечинов 11′ · Цымбаларь 75′ | отчёт 1 отчёт 2 |                           | Стадион: «Локомотив» Зрителей: 7 000 Судья: Н. Левников |
| Спартак (Москва): Филимонов, Горлукович, Ананко, Цымбаларь (к), Мамедов, Головской, Мелёшин (Ромащенко, 63), Аленичев, Титов, Кечинов, Бахарев. Запасные: Панайотиди, Евсеев, Коновалов, Евдокимов, Бузникин, Ширко. Главный тренер: О. И. Романцев. Черноморец (Новороссийск): Руденко, Шкурин, Гордиюк, Епископосян, Дёмин, Майоров, Берадзе, Соловьёв (Геращенко, 28), Березнер, Догузов (к) (Глухов, 46; Прокопенко, 79), Русак. Запасные: Володин, Лепик, Русановский, Вяжевич. Главный тренер: О. В. Долматов. |                                        |                 |                           |                                                         |

| 19 апреля 1997 6 тур | КАМАЗ-Чаллы (Набережные Челны) | 2:1 (1:0)       | Спартак (Москва) | Набережные Челны                                       |
| | Заярный 8′ · Югрин 50′         | отчёт 1 отчёт 2 | 85′ Евдокимов    | Стадион: «КАМАЗ» Зрителей: 12 000 Судья: Г. Куличенков |
| КАМАЗ-Чаллы (Набережные Челны): Мартинкенас, Варламов, Ефремов, Клонцак (к), Югрин, Заярный, Тропанец, Дегтярёв, Джишкариани, Бабенко, Жутаутас. Запасные: Ковнеристов, Борозна, Прыгунов, Тихонов, Кирилловас, Матвеев, Панченко. Главный тренер: Б. В. Зелькявичюс. Спартак (Москва): Филимонов, Горлукович, Ананко, Цымбаларь (к), Мамедов, Головской (Евсеев, 61), Мелёшин (Ширко, 54), Аленичев (Евдокимов, 84), Титов, Кечинов, Бахарев. Запасные: Панайотиди, Ромащенко. Главный тренер: О. И. Романцев. |                                |                 |                  |                                                        |

| 23 апреля 1997 7 тур | Спартак (Москва) | 0:0 (0:0)       | ЦСКА (Москва) | Москва                                                  |
| |                  | отчёт 1 отчёт 2 |               | Стадион: «Локомотив» Зрителей: 19 500 Судья: А. Бутенко |
| Спартак (Москва): Филимонов, Горлукович (к), Ананко, Евсеев, Ромащенко (Хлестов, 46), Ширко, Мелёшин, Аленичев (Евдокимов, 57), Титов, Кечинов, Бахарев. Запасные: Панайотиди, Гайсумов, Коновалов, Бузникин, Лутовинов. Главный тренер: О. И. Романцев. ЦСКА (Москва): Новосадов, Агеев, Лобжанидзе, Боков, Семак, Шустиков (Первушин, 86), Хомуха, Герасимов (Ульянов, 77), Минько (к), Кулик (Мовсесьян, 90), Демченко. Запасные: Армишев, Яковенко, Семшов, Николаев. Главный тренер: П. Ф. Садырин. |                  |                 |               |                                                         |

| 3 мая 1997 8 тур | Зенит (Санкт-Петербург) | 0:0 (0:0)       | Спартак (Москва) | Санкт-Петербург                                             |
| |                         | отчёт 1 отчёт 2 |                  | Стадион: «Петровский» Зрителей: 20 000 Судья: Г. Куличенков |
| Зенит (Санкт-Петербург): Березовский, А. Давыдов, Кондрашов, Игонин, Лепёхин, Вернидуб, Лебедь (Егунов, 88), Дмитриев (к) (Угаров, 46), Зазулин (Стумбрис, 46), Белоцерковец, Свистунов. Запасные: Приходько, Коганов, Бобров, Панов. Главный тренер: А. Ф. Бышовец. Спартак (Москва): Филимонов, Горлукович (к), Ананко, Головской (Евсеев, 46), Хлестов, Ширко (Ромащенко, 82), Мелёшин (Евдокимов, 64), Аленичев, Титов, Кечинов, Бахарев. Запасные: Панайотиди, Коновалов, Бузникин. Главный тренер: О. И. Романцев. |                         |                 |                  |                                                             |

| 10 мая 1997 9 тур | Спартак (Москва)                     | 2:0 (1:0)       | Крылья Советов (Самара) | Москва                                                  |
| | Горлукович 38′ (пен.) · Бузникин 61′ | отчёт 1 отчёт 2 |                         | Стадион: «Локомотив» Зрителей: 14 500 Судья: Т. Безубяк |
| Спартак (Москва): Филимонов, Горлукович (к), Ананко, Ромащенко (Евсеев, 46), Хлестов, Ширко (Коновалов, 67), Бузникин, Аленичев, Титов, Евдокимов (Мелёшин, 46), Бахарев. Запасные: Епифанов, Головской, Джубанов. Главный тренер: О. И. Романцев. Крылья Советов (Самара): Ю. Шишкин (к), С. Шишкин, Мазур, Резанцев, Орешников (Авалян, 46), Макеев, Цыганков, Аверьянов (Лущан, 54), Сафронов (Лузякин, 65), Минашвили, В.Булатов. Запасные: Слободько, Попхадзе, Буши, Иналишвили. Главный тренер: А. Н. Аверьянов. |                                      |                 |                         |                                                         |

| 17 мая 1997 10 тур | Балтика (Калининград) | 1:1 (1:1)       | Спартак (Москва) | Калининград                                             |
| | Герасимец 29′ (пен.)  | отчёт 1 отчёт 2 | 7′ Бузникин      | Стадион: «Балтика» Зрителей: 20 000 Судья: Л. Ибрагимов |
| Балтика (Калининград): Шанталосов, Малай (к), Перминов, Шуканов (Яблонский, 69), Даев, Румянцев, Навоченко, Герасимец (Булатов, 68), Низовцев (Р. Аджинджал, 79), Баранов, Силин. Запасные: Помазун, Никифоров, Скляров, Б. Аджинджал. Главный тренер: Л. И. Ткаченко. Спартак (Москва): Филимонов, Горлукович (к), Хлестов, Евсеев, Мамедов, Ширко (Коновалов, 46), Мелёшин, Аленичев, Титов, Бузникин, Бахарев. Запасные: Панайотиди, Ромащенко, Головской, Евдокимов, Джубанов. Главный тренер: О. И. Романцев. |                       |                 |                  |                                                         |

| 24 мая 1997 11 тур | Спартак (Москва)               | 2:0 (0:0)       | Ростсельмаш (Ростов-на-Дону) | Москва                                                 |
| | Горлукович 76′ · Коновалов 90′ | отчёт 1 отчёт 2 |                              | Стадион: «Локомотив» Зрителей: 12 000 Судья: Н. Иванов |
| Спартак (Москва): Филимонов, Горлукович (к), Хлестов, Евсеев, Ананко, Ширко (Тихонов, 61), Мелёшин (Коновалов, 53), Аленичев, Титов, Бузникин, Бахарев. Запасные: Панайотиди, Ромащенко, Головской, Кульков, Евдокимов. Главный тренер: О. И. Романцев. Ростсельмаш (Ростов-на-Дону): Савченко, Куприянов, Градиленко, Нечай (Мацыгура, 57), Дядюк (к), Гущин, Антонович, Ханкеев (Коваленко, 46), Орещук (Кобенко, 81), Прудиус, А. Маслов. Запасные: Владимиров, Герасименко. Главный тренер: С. В. Андреев. |                                |                 |                              |                                                        |

| 31 мая 1997 12 тур | Локомотив (Москва) | 1:3 (0:0)       | Спартак (Москва)             | Москва                                                 |
| | Бородюк 87′        | отчёт 1 отчёт 2 | 69′ Титов · 73′, 80′ Тихонов | Стадион: «Локомотив» Зрителей: 17 000 Судья: В. Иванов |
| Локомотив (Москва): Овчинников, Пашинин, Дроздов, Харлачёв (Джанашия, 75), Соломатин, Чугайнов (к), Косолапов, Гуренко, Бородюк, Черевченко (Маминов, 58), Веселов. Запасные: Биджиев, Снигирёв, Гарин, Булыкин, Камнев. Главный тренер: Ю. П. Сёмин. Спартак (Москва): Филимонов, Горлукович (к), Хлестов, Ананко, Мамедов, Кульков (Мелёшин, 46), Бахарев, Аленичев (Ромащенко, 90), Титов, Бузникин (Ширко, 55), Тихонов. Запасные: Панайотиди, Евсеев, Евдокимов, Коновалов. Главный тренер: О. И. Романцев. |                    |                 |                              |                                                        |

| 14 июня 1997 13 тур | Спартак (Москва) | 1:0 (0:0)       | Локомотив (Нижний Новгород) | Москва                                                |
| | Титов 54′        | отчёт 1 отчёт 2 |                             | Стадион: «Локомотив» Зрителей: 6 000 Судья: Н. Фролов |
| Спартак (Москва): Филимонов, Горлукович (к), Хлестов, Ананко, Мамедов, Бахарев (Ширко, 63), Мелёшин (Коновалов, 46), Аленичев, Титов, Кечинов (Бузникин, 53), Тихонов. Запасные: Панайотиди, Евсеев, Ромащенко, Кульков. Главный тренер: О. И. Романцев. Локомотив (Нижний Новгород): Сацункевич, Балтушникас, Афанасьев, Кураев, Липко, Казаков (к), Быстров (Нижегородов, 81), Зубков, Дурнев (Чудин, 82), Передня (Кашенцев, 88), Мухамадиев. Запасные: Чистый, Шурко, Осколков, Власов. Главный тренер: В. В. Овчинников. |                  |                 |                             |                                                       |

| 18 июня 1997 14 тур | Факел (Воронеж) | 0:1 (0:0)       | Спартак (Москва) | Воронеж                                                                    |
| |                 | отчёт 1 отчёт 2 | 64′ Бузникин     | Стадион: «Центральный стадион Профсоюзов» Зрителей: 28 000 Судья: С. Гусев |
| Факел (Воронеж): Городов (к), А. Морозов, Бескровный, Щёголев, Чуриков, О. Морозов, Ямлиханов, Елсуков (Юдин, 82), Шмаров, Сёмин (Неучев, 74), Овсянников (Стёпин, 78). Запасные: Шиянов, Прохоров, Шипилов, Зубчук. Главный тренер: С. В. Савченков. Спартак (Москва): Филимонов, Горлукович (к), Хлестов, Ананко, Мамедов, Коновалов (Мелёшин, 75), Бахарев (Бузникин, 55), Аленичев, Титов (Ромащенко, 82), Кечинов, Тихонов. Запасные: Панайотиди, Евсеев, Кульков, Лутовинов. Главный тренер: О. И. Романцев. |                 |                 |                  |                                                                            |

| 25 июня 1997 15 тур | Спартак (Москва) | 1:2 (0:1)       | Динамо (Москва) | Москва                                                     |
| | Кечинов 64′      | отчёт 1 отчёт 2 | 12′, 55′ Скоков | Стадион: «Локомотив» Зрителей: 20 000 Судья: В. Овчинников |
| Спартак (Москва): Филимонов, Горлукович (к), Хлестов, Ананко (Евсеев, 55), Мамедов, Бузникин (Мелёшин, 46), Бахарев (Коновалов, 73), Аленичев, Титов, Кечинов, Тихонов. Запасные: Панайотиди, Ромащенко, Кульков, Евдокимов. Главный тренер: О. И. Романцев. Динамо (Москва): Тяпушкин, Точилин, Ковтун, Островский, Штанюк, Кобелев (к), Гришин, Скоков, Кульчий (Кораблёв, 89), Некрасов, Терёхин (Куценко, 76). Запасные: Мищук, Козлов, Царёв, Кулёв, Артёмов. Главный тренер: А. С. Голодец. |                  |                 |                 |                                                            |

| 2 июля 1997 16 тур | Алания (Владикавказ)          | 2:0 (2:0)       | Спартак (Москва) | Владикавказ                                           |
| | Тимофеев 25′ · Кобиашвили 37′ | отчёт 1 отчёт 2 |                  | Стадион: «Спартак» Зрителей: 40 000 Судья: Т. Безубяк |
| Алания (Владикавказ): Крамаренко, Пагаев, Гахокидзе, Цхададзе (Корниенко, 78), Джиоев (к) (Авдеев, 55), Мороз, Жутаутас, Тимофеев, Кобиашвили, Канищев, Ашветия (Сухарев, 57). Запасные: Хапов, Датдеев, Агаев, Тедеев. Главный тренер: В. Г. Газзаев. Спартак (Москва): Филимонов, Горлукович (к), Евсеев, Ананко, Мамедов (Хлестов, 46), Ромащенко (Мелёшин, 55), Бахарев, Аленичев, Титов, Кечинов (Бузникин, 74), Тихонов. Запасные: Панайотиди, Кульков, Коновалов, Евдокимов. Главный тренер: О. И. Романцев. |                               |                 |                  |                                                       |

| 9 июля 1997 17 тур | Спартак (Москва)      | 3:2 (1:1)       | Ротор (Волгоград) | Москва                                                     |
| | Бузникин 1′, 66′, 70′ | отчёт 1 отчёт 2 | 14′, 50′ Зернов   | Стадион: «Локомотив» Зрителей: 22 000 Судья: Г. Куличенков |
| Спартак (Москва): Филимонов, Горлукович (к), Кульков (Хлестов, 25), Ананко, Евсеев (Ромащенко, 54), Коновалов (Бахарев, 46), Бузникин, Аленичев, Титов, Кечинов, Тихонов. Запасные: Панайотиди, Мамедов, Мелёшин. Главный тренер: О. И. Романцев. Ротор (Волгоград): Захарчук, Шмарко, Жуненко, Геращенко (к), Беркетов, Кривов (Тищенко, 38), Зернов (Зубко, 79), Нидергаус, Веретенников, Есипов, Абрамов. Запасные: Саморуков, Борзенков, Бурлаченко, Олеников. Главный тренер: В. Е. Прокопенко. |                       |                 |                   |                                                            |

| 16 июля 1997 18 тур | Спартак (Москва)            | 2:0 (0:0)       | Жемчужина (Сочи) | Москва                                                |
| | Тихонов 72′ · Ромащенко 82′ | отчёт 1 отчёт 2 |                  | Стадион: «Локомотив» Зрителей: 12 000 Судья: С. Гусев |
| Спартак (Москва): Филимонов, Горлукович (к), Хлестов, Ананко, Мамедов (Евсеев, 46), Мелёшин (Ромащенко, 46), Бузникин, Аленичев, Титов, Бахарев (Ширко, 61), Тихонов. Запасные: Панайотиди, Головской, Кульков, Коновалов. Главный тренер: О. И. Романцев. Жемчужина (Сочи): Крюков, Швецов (Какосьян, 87), Кудинов, Гальмаков, Горелов, Матвиенко, Кузнецов, Санько, Гогричиани (Сулейманов, 70), Гогиашвили (Суанов, 78), Богатырёв (к). Запасные: Гудиев, Мокрицкий, Коберский. Главный тренер: А. Ю. Найдёнов. |                             |                 |                  |                                                       |

| 23 июля 1997 19 тур | Шинник (Ярославль) | 1:1 (1:0)       | Спартак (Москва) | Ярославль                                           |
| | Леонченко 14′      | отчёт 1 отчёт 2 | 74′ Аленичев     | Стадион: «Шинник» Зрителей: 25 000 Судья: Н. Иванов |
| Шинник (Ярославль): Корнюхин, Потехин, Соловцов, Леонченко, Снытко, Казалов (к), Гришин (Мартынов, 67; Клестов, 81), Путилин, Герасимов (Бычков, 70), Вязьмикин, Аваков. Запасные: Гутеев, Щиголев, Енин, Голиков. Главный тренер: А. Ф. Полосин. Спартак (Москва): Филимонов, Горлукович (к), Ромащенко, Ананко, Евсеев, Мелёшин (Коновалов, 46), Бахарев (Ширко, 46), Аленичев, Титов, Дмитриев (Лутовинов, 66), Тихонов. Запасные: Епифанов, Мамедов, Головской. Главный тренер: О. И. Романцев. |                    |                 |                  |                                                     |

| 2 августа 1997 20 тур | Спартак (Москва)                  | 2:0 (1:0)       | Тюмень | Москва                                                |
| | Дмитриев 38′ · Тихонов 59′ (пен.) | отчёт 1 отчёт 2 |        | Стадион: «Локомотив» Зрителей: 5 000 Судья: С. Исаков |
| Спартак (Москва): Филимонов, Горлукович (к), Хлестов (Головской, 79), Ананко, Евсеев (Мамедов, 46), Лутовинов, Дмитриев, Аленичев, Титов, Бахарев (Мелёшин, 35), Тихонов. Запасные: Панайотиди, Ромащенко, Ширко. Главный тренер: О. И. Романцев. Тюмень: Масленников, Колотовкин (к), Бородкин, Жиров (Гончаров, 46), Подпалый, Бессмертный, Луговкин, Буров (Татаркин, 66), Долбоносов, Батуренко (Смольков, 46), Потыльчак. Запасные: Желяков, Карас, Савченко, Серёгин. Главный тренер: А. В. Игнатенко. |                                   |                 |        |                                                       |

| 6 августа 1997 21 тур | Спартак (Москва) | 0:1 (0:0)       | Торпедо-Лужники (Москва) | Москва                                                   |
| |                  | отчёт 1 отчёт 2 | 70′ Хохлов               | Стадион: «Локомотив» Зрителей: 15 000 Судья: С. Хусаинов |
| Спартак (Москва): Филимонов, Горлукович, Хлестов, Цымбаларь (к) (Мелёшин, 72), Мамедов, Ананко, Лутовинов (Ромащенко, 46), Аленичев, Титов, Дмитриев (Ширко, 59), Тихонов. Запасные: Панайотиди, Евсеев, Головской, Бахарев. Главный тренер: О. И. Романцев. Торпедо-Лужники (Москва): Воробьёв, Орловский, Хохлов, Машкарин (к) (Круковец, 21), Эгуавон, Аломерович, Призетко, Камольцев (Янкаускас, 81), Гашкин (Боциев, 80), Самарони, Кошелюк. Запасные: Харин, Смертин, Бурченков, Карлос Альберто. Главный тренер: А. Ф. Тарханов. |                  |                 |                          |                                                          |

| 16 августа 1997 22 тур | Спартак (Москва)                                                                         | 6:2 (3:0)       | КАМАЗ-Чаллы (Набережные Челны)    | Москва                                                |
| | Клонцак 30′ (авт.) · Ширко 34′ · Цымбаларь 45′ · Бахарев 80′ · Хлестов 83′ · Тихонов 90′ | отчёт 1 отчёт 2 | 62′ (пен.) Евдокимов · 90′ Лухвич | Стадион: «Локомотив» Зрителей: 4 000 Судья: Н. Иванов |
| Спартак (Москва): Филимонов, Горлукович, Хлестов, Цымбаларь (к), Мамедов, Ананко, Ширко (Бахарев, 77), Аленичев, Титов, Дмитриев (Робсон, 46), Тихонов. Запасные: Панайотиди, Ромащенко, Евсеев, Мелёшин, Лутовинов. Главный тренер: О. И. Романцев. КАМАЗ-Чаллы (Набережные Челны): Мартинкенас, Варламов (Матвеев, 77), Ефремов, Клонцак (к), Прейкшайтис, Шуканов, Тропанец, Заярный (Ражанаускас, 29), Евдокимов, Бабенко (Югрин, 46), Лухвич. Запасные: Мартешкин, Белов. Главный тренер: Б. В. Зелькявичюс. |                                                                                          |                 |                                   |                                                       |

| 23 августа 1997 23 тур | ЦСКА (Москва) | 0:0 (0:0)       | Спартак (Москва) | Москва                                               |
| |               | отчёт 1 отчёт 2 |                  | Стадион: «Динамо» Зрителей: 14 000 Судья: А. Кожухов |
| ЦСКА (Москва): Кутепов, Кузнецов (к), Гайсумов, Боков, Семак, Шустиков, Хомуха, Гришин (Герасимов, 58), Минько (Мовсесьян, 82), Кулик, Агеев. Запасные: Новосадов, Мамчур, Петросянц, Савельев, Коровушкин. Главный тренер: П. Ф. Садырин. Спартак (Москва): Филимонов, Горлукович, Хлестов, Цымбаларь (к), Мамедов, Евсеев (Ромащенко, 88), Ширко, Аленичев, Титов, Дмитриев (Робсон, 46), Тихонов (Бахарев, 65). Запасные: Нигматуллин, Мелёшин, Кечинов, Лутовинов. Главный тренер: О. И. Романцев. |               |                 |                  |                                                      |

| 30 августа 1997 24 тур | Спартак (Москва)        | 2:0 (2:0)       | Зенит (Санкт-Петербург) | Москва                                                |
| | Титов 14′ · Кечинов 34′ | отчёт 1 отчёт 2 |                         | Стадион: «Локомотив» Зрителей: 10 000 Судья: С. Гусев |
| Спартак (Москва): Филимонов, Ромащенко, Хлестов, Головской, Мамедов (Робсон, 46), Евсеев (Мелёшин, 90), Ширко (Бахарев, 59), Аленичев, Титов, Кечинов, Тихонов (к). Запасные: Нигматуллин, Коновалов, Лутовинов, Дмитриев. Главный тренер: О. И. Романцев. Зенит (Санкт-Петербург): Березовский, Д. Давыдов, Кондрашов, Кульков, Дымарчук, Вернидуб (к), Лебедь (Угаров, 46), Горшков (Панов, 60), Попович, Бобров, Герасимец. Запасные: Приходько, Белоцерковец, Зазулин, Дмитриев. Главный тренер: А. Ф. Бышовец. |                         |                 |                         |                                                       |

| 3 сентября 1997 25 тур | Крылья Советов (Самара) | 1:2 (0:0)       | Спартак (Москва)          | Самара                                                |
| | Минашвили 84′           | отчёт 1 отчёт 2 | 72′ Кечинов · 87′ Тихонов | Стадион: «Металлург» Зрителей: 26 000 Судья: С. Гусев |
| Крылья Советов (Самара): Ю. Шишкин, С. Шишкин, Мазур, Попхадзе, Орешников, Сафронов, Цыганков, Аверьянов, Минашвили, В. Булатов, Авалян (к) (Циклаури, 59). Запасные: Слободько, Лущан, Резанцев, Макеев, Иналишвили, Буши. Главный тренер: А. Н. Аверьянов. Спартак (Москва): Филимонов, Горлукович (к), Хлестов, Головской, Ромащенко, Лутовинов (Ширко, 46), Робсон (Мелёшин, 59), Аленичев, Бахарев, Кечинов, Тихонов. Запасные: Нигматуллин, Мамедов, Евсеев, Титов, Дмитриев. Главный тренер: О. И. Романцев. |                         |                 |                           |                                                       |

| 13 сентября 1997 26 тур | Спартак (Москва)                               | 4:1 (2:0)       | Балтика (Калининград) | Москва                                                 |
| | Кечинов 13′, 39′ · Аленичев 70′ · Бузникин 90′ | отчёт 1 отчёт 2 | 48′ Силин             | Стадион: «Локомотив» Зрителей: 10 000 Судья: Н. Иванов |
| Спартак (Москва): Филимонов, Горлукович (к), Хлестов, Головской, Ананко, Лутовинов (Бузникин, 46), Робсон (Ширко, 80), Аленичев, Бахарев (Коновалов, 69), Кечинов, Тихонов. Запасные: Нигматуллин, Мамедов, Евсеев, Мелёшин. Главный тренер: О. И. Романцев. Балтика (Калининград): Шанталосов, Румянцев (к), Яблонский, Горбачёв, Даев, Б. Аджинджал, Навоченко, Р. Аджинджал (Лемиш, 66), Буйткус (Силин, 46), Баранов, Федьков. Запасные: Помазун, Ольшанскис, Апанавичюс, Вехтев. Главный тренер: Л. И. Ткаченко. |                                                |                 |                       |                                                        |

| 20 сентября 1997 27 тур | Ростсельмаш (Ростов-на-Дону)         | 3:5 (1:2)       | Спартак (Москва)                                                              | Ростов-на-Дону                                          |
| | Герасименко 27′ · Ханкеев 74′ (пен.) | отчёт 1 отчёт 2 | 35′ Титов · 38′ Ромащенко · 65′, 90′ Ширко · 66′ (пен.) Тихонов · 81′ Хлестов | Стадион: «Ростсельмаш» Зрителей: 15 800 Судья: А. Лапин |
| Ростсельмаш (Ростов-на-Дону): Савченко, Куприянов (к), Тернавский, Нечай (Фишман, 67), Гущин, Ханкеев, Антонович (Мацыгура, 84), Дудник, Герасименко, Пестряков, С. Маслов. Запасные: Владимиров, Бондарь, Саенко. Главный тренер: С. В. Андреев. Спартак (Москва): Филимонов, Горлукович (к), Хлестов, Головской, Ромащенко, Лутовинов (Бузникин, 46), Робсон (Ширко, 46), Аленичев, Титов, Бахарев (Коновалов, 79), Тихонов. Запасные: Нигматуллин, Мамедов, Евсеев, Мелёшин. Главный тренер: О. И. Романцев. |                                      |                 |                                                                               |                                                         |

| 23 сентября 1997 28 тур | Черноморец (Новороссийск) | 1:0 (1:0)       | Спартак (Москва) | Новороссийск                                      |
| | Догузов 18′ (пен.)        | отчёт 1 отчёт 2 |                  | Стадион: «Труд» Зрителей: 15 000 Судья: Н. Фролов |
| Черноморец (Новороссийск): Володин, Шкурин, Берадзе, Стёпушкин, Дёмин, Майоров, Соловьёв (Лепик, 74), Геращенко, Березнер, Догузов (к), Спандерашвили. Запасные: Руденко, Гордиюк, Бельков, Остриков, Русановский, Пичугин. Главный тренер: О. В. Долматов. Спартак (Москва): Филимонов, Горлукович (к), Хлестов, Головской (Ананко, 87), Ромащенко, Ширко, Мелёшин (Коновалов, 46), Аленичев, Бузникин (Нигматуллин, 36), Бахарев, Тихонов. Запасные: Мамедов, Евсеев, Робсон, Лутовинов. Главный тренер: О. И. Романцев. |                           |                 |                  |                                                   |

| 27 сентября 1997 29 тур | Спартак (Москва)                                  | 4:2 (3:0)       | Локомотив (Москва)        | Москва                                               |
| | Тихонов 7′ · Бузникин 41′ · Ширко 45′ · Титов 85′ | отчёт 1 отчёт 2 | 72′ Маминов · 83′ Бородюк | Стадион: «Локомотив» Зрителей: 12 000 Судья: С. Зуев |
| Спартак (Москва): Нигматуллин, Горлукович (к), Ананко, Евсеев (Мамедов, 34), Ромащенко, Ширко (Мелёшин, 82), Бузникин (Робсон, 76), Аленичев, Титов, Кечинов, Тихонов. Запасные: Епифанов, Головской, Бахарев, Коновалов. Главный тренер: О. И. Романцев. Локомотив (Москва): Подшивалов, Арифуллин, Дроздов, Харлачёв, Соломатин, Чугайнов (к), Смирнов (Маминов, 68), Гуренко, Бородюк, Лоськов, Веселов (Джанашия, 61). Запасные: Биджиев, Пашинин, Оганесян, Черевченко, Саркисян. Главный тренер: Ю. П. Сёмин. |                                                   |                 |                           |                                                      |

| 4 октября 1997 30 тур | Локомотив (Нижний Новгород) | 2:3 (1:1)       | Спартак (Москва)                 | Нижний Новгород                                       |
| | Казаков 5′ · Мухамадиев 64′ | отчёт 1 отчёт 2 | 15′, 90′ Ромащенко · 67′ Мелёшин | Стадион: «Локомотив» Зрителей: 7 000 Судья: Н. Фролов |
| Локомотив (Нижний Новгород): Сацункевич, Зубков, Власов, Кураев (Быстров, 46), Осколков, Казаков (к) (Шурко, 80), Липко, Кашенцев, Нижегородов, Дуюн (Мордвинов, 53), Мухамадиев. Запасные: Михайлов, Сурин, Передня, Джубанов. Главный тренер: В. В. Овчинников. Спартак (Москва): Филимонов, Горлукович (к), Ананко, Хлестов, Ромащенко, Ширко (Цымбаларь, 46), Робсон (Мелёшин, 46), Аленичев, Титов, Кечинов, Тихонов. Запасные: Нигматуллин, Евсеев, Головской, Коновалов, Дмитриев. Главный тренер: О. И. Романцев. |                             |                 |                                  |                                                       |

| 18 октября 1997 31 тур | Динамо (Москва)    | 1:1 (1:1)       | Спартак (Москва) | Москва                                               |
| | Кобелев 30′ (пен.) | отчёт 1 отчёт 2 | 15′ Кечинов      | Стадион: «Динамо» Зрителей: 35 000 Судья: Г. Жафяров |
| Динамо (Москва): Тяпушкин, Яхимович, Ковтун, Островский, Штанюк, Кобелев (к), Гришин, Скоков (Кульчий, 79), Куценко, Некрасов, Терёхин. Запасные: Сметанин, Царёв, Гордеев, Точилин, Ромащенко, Тишков. Главный тренер: А. С. Голодец. Спартак (Москва): Филимонов, Горлукович (к), Ананко, Евсеев, Хлестов, Ширко (Робсон, 46), Бузникин (Цымбаларь, 52), Аленичев, Титов (Дмитриев, 69), Кечинов, Тихонов. Запасные: Нигматуллин, Головской, Коновалов, Мелёшин. Главный тренер: О. И. Романцев. |                    |                 |                  |                                                      |

| 24 октября 1997 32 тур | Спартак (Москва)                           | 4:2 (2:1)       | Факел (Воронеж)       | Москва                                              |
| | Ширко 15′ · Тихонов 45′, 58′ · Кечинов 82′ | отчёт 1 отчёт 2 | 8′ Сёмин · 54′ Шмаров | Стадион: «Песчаное» Зрителей: 7 000 Судья: А. Лапин |
| Спартак (Москва): Филимонов, Горлукович (к), Головской (Ананко, 40), Евсеев, Ромащенко, Ширко (Бахарев, 58), Бузникин (Мелёшин, 46), Аленичев, Титов, Кечинов, Тихонов. Запасные: Нигматуллин, Хлестов, Цымбаларь, Лутовинов. Главный тренер: О. И. Романцев. Факел (Воронеж): Городов (к), А. Морозов, Прохоров, Щёголев, Чуриков, О. Морозов, Ямлиханов (Неучев, 77), Стёпин, Шмаров, Сёмин, Овсянников (Трендафилов, 77). Запасные: Шиянов, Кудряшов, Лопушинский, Елсуков, Зинич. Главный тренер: С. В. Савченков. |                                            |                 |                       |                                                     |

| 1 ноября 1997 33 тур | Спартак (Москва)       | 2:1 (1:0)       | Алания (Владикавказ) | Москва                                                  |
| | Робсон 33′ · Титов 80′ | отчёт 1 отчёт 2 | 47′ Яновский         | Стадион: «Локомотив» Зрителей: 17 000 Судья: Т. Безубяк |
| Спартак (Москва): Филимонов, Горлукович (к), Ананко, Хлестов, Ромащенко, Ширко (Бахарев, 56), Робсон, Аленичев, Титов, Кечинов, Тихонов. Запасные: Нигматуллин, Евсеев, Головской, Мелёшин, Коновалов, Лутовинов. Главный тренер: О. И. Романцев. Алания (Владикавказ): Хапов, Авдеев, Гахокидзе, Цхададзе, Цвейба (Корниенко, 46), Мороз, Жутаутас, Яновский (к), Датдеев, Базаев (Сикоев, 59), Ашветия (Канищев, 46). Запасные: Хуриев, Агаев, Бакаев. Главный тренер: В. Г. Газзаев. |                        |                 |                      |                                                         |

| 9 ноября 1997 34 тур | Ротор (Волгоград) | 0:2 (0:0)       | Спартак (Москва)        | Волгоград                                                                      |
| |                   | отчёт 1 отчёт 2 | 72′ Кечинов · 78′ Ширко | Стадион: «Центральный стадион профсоюзов» Зрителей: 25 000 Судья: Л. Ибрагимов |
| Ротор (Волгоград): Захарчук, Шмарко, Бурлаченко, Олеников (Зернов, 67), Беркетов, Жуненко, Зубко, Нидергаус (Кривов, 57), Веретенников (к), Есипов, Абрамов. Запасные: Каримов, Борзенков, Мысин, Смирнов. Главный тренер: В. Е. Прокопенко. Спартак (Москва): Филимонов, Горлукович (к), Ананко, Хлестов, Ромащенко, Ширко (Бахарев, 90), Бузникин (Мелёшин, 64), Аленичев, Титов, Кечинов, Тихонов. Запасные: Панайотиди, Евсеев, Головской, Робсон, Лутовинов. Главный тренер: О. И. Романцев. |                   |                 |                         |                                                                                |

### Статистика в чемпионате России
| № | Страна | Игрок                | Поз. | Игры | И. ст. | БЗ | ВЗ | Мин. | Ср. мин. | Г   | ЖК | КК | О  |
| - | ------ | -------------------- | ---- | ---- | ------ | -- | -- | ---- | -------- | --- | -- | -- | -- |
| ? | RUS    | Александр Филимонов  | Вр.  | 33   | 33     | 0  | 0  | 2970 | 90.00    | −28 | 3  | 1  | 70 |
| ? | RUS    | Дмитрий Аленичев     | П/з. | 33   | 33     | 0  | 3  | 2929 | 88.76    | 2   | 3  | 0  | 70 |
| ? | RUS    | Сергей Горлукович    | Защ. | 31   | 31     | 0  | 1  | 2781 | 89.71    | 2   | 6  | 0  | 64 |
| ? | RUS    | Егор Титов           | П/з. | 31   | 31     | 0  | 3  | 2751 | 88.74    | 8   | 6  | 0  | 67 |
| ? | RUS    | Дмитрий Хлестов      | Защ. | 27   | 24     | 3  | 1  | 2306 | 85.41    | 1   | 5  | 1  | 59 |
| ? | RUS    | Дмитрий Ананко       | Защ. | 25   | 23     | 2  | 1  | 2089 | 83.56    | 0   | 5  | 0  | 52 |
| ? | RUS    | Андрей Тихонов       | П/з. | 24   | 23     | 1  | 1  | 2075 | 86.46    | 10  | 2  | 0  | 54 |
| ? | RUS    | Александр Бахарев    | П/з. | 30   | 23     | 7  | 9  | 1993 | 66.43    | 2   | 0  | 0  | 66 |
| ? | RUS    | Валерий Кечинов      | П/з. | 22   | 22     | 0  | 3  | 1913 | 86.95    | 11  | 2  | 0  | 49 |
| ? | RUS    | Рамиз Мамедов        | Защ. | 19   | 17     | 2  | 3  | 1494 | 78.63    | 1   | 4  | 0  | 39 |
| ? | RUS    | Александр Ширко      | Нап. | 26   | 16     | 10 | 12 | 1447 | 55.65    | 7   | 0  | 0  | 57 |
| ? | BLR    | Ромащенко Мирослав   | Защ. | 24   | 14     | 10 | 4  | 1312 | 54.67    | 4   | 4  | 0  | 53 |
| ? | RUS    | Алексей Мелёшин      | П/з. | 26   | 13     | 13 | 9  | 1258 | 48.38    | 2   | 2  | 0  | 53 |
| ? | RUS    | Вадим Евсеев         | Защ. | 18   | 12     | 6  | 5  | 1147 | 63.72    | 0   | 5  | 0  | 33 |
| ? | RUS    | Константин Головской | Защ. | 14   | 13     | 1  | 4  | 1052 | 75.14    | 0   | 4  | 0  | 32 |
| ? | RUS    | Максим Бузникин      | Нап. | 20   | 12     | 8  | 7  | 1049 | 52.45    | 8   | 0  | 0  | 45 |
| ? | RUS    | Илья Цымбаларь       | П/з. | 11   | 9      | 2  | 2  | 858  | 78.00    | 4   | 0  | 0  | 21 |
| ? | BRA    | Луис Робсон          | Нап. | 10   | 5      | 5  | 4  | 518  | 51.80    | 1   | 0  | 1  | 26 |
| ? | RUS    | Василий Кульков      | Защ. | 6    | 6      | 0  | 2  | 428  | 71.33    | 0   | 0  | 0  | 16 |
| ? | RUS    | Андрей Коновалов     | П/з. | 11   | 2      | 9  | 2  | 420  | 38.18    | 1   | 0  | 0  | 23 |
| ? | RUS    | Сергей Дмитриев      | Нап. | 6    | 5      | 1  | 4  | 322  | 53.67    | 1   | 0  | 0  | 9  |
| ? | RUS    | Сергей Лутовинов     | Нап. | 6    | 5      | 1  | 4  | 291  | 48.50    | 0   | 0  | 0  | 13 |
| ? | RUS    | Руслан Нигматуллин   | Вр.  | 2    | 1      | 1  | 0  | 145  | 72.50    | −2  | 1  | 0  | 3  |
| ? | RUS    | Роберт Евдокимов     | П/з. | 4    | 1      | 3  | 1  | 112  | 28.00    | 1   | 1  | 0  | 5  |

## Кубок России 1996/97
| 8 апреля 1997 1/16 финала | Автомобилист (Ногинск) | 0:1 (0:1)       | Спартак (Москва) | Ногинск                                                 |
| |                        | отчёт 1 отчёт 2 | 39′ Кечинов      | Стадион: «Автомобилист» Зрителей: 6 000 Судья: С. Гусев |
| Автомобилист (Ногинск): Акулов, Кищенко, И. В. Макаров, Сморгачёв, Казарин, С. Воробьёв (Жданов, 79), Крутов (Сотников, 27), Быков, А. Воробьёв (Пантелеймонов, 63), Реутов, Балалуев. Спартак (Москва): Филимонов, Горлукович, Ананко, Цымбаларь (к), Мамедов, Головской, Мелёшин, Аленичев, Титов, Кечинов, Бахарев. |                        |                 |                  |                                                         |

| 15 апреля 1997 1/8 финала | Спартак (Москва)                             | 4:1 (2:0)       | Ростсельмаш (Ростов-на-Дону) | Москва                                                  |
| | Кечинов 2′ · Аленичев 10′, 72′ · Мелёшин 79′ | отчёт 1 отчёт 2 | 71′ А. Маслов                | Стадион: «Торпедо» Зрителей: 8 400 Судья: Г. Куличенков |
| Спартак (Москва): Филимонов, Горлукович, Ананко, Цымбаларь (к) (Ширко, 81), Мамедов, Головской, Мелёшин (Евдокимов, 81), Аленичев, Титов, Кечинов, Бахарев (Ромащенко, 64). Ростсельмаш (Ростов-на-Дону): Рыпан, Куприянов, Градиленко, Нечай (Мацыгура, 34), Дядюк (к), Гущин, Ханкеев, Коваленко (Орещук, 63), Герасименко, Прудиус (Пестряков, 59), А. Маслов. |                                              |                 |                              |                                                         |

| 7 мая 1997 1/4 финала | Спартак (Москва) | 0:1 (0:0)       | Зенит (Санкт-Петербург) | Москва                                                  |
| |                  | отчёт 1 отчёт 2 | 79′ Лепёхин             | Стадион: «Торпедо» Зрителей: 13 300 Судья: Л. Ибрагимов |
| Спартак (Москва): Филимонов, Горлукович (к), Ананко, Евсеев, Хлестов (Ромащенко, 82), Ширко, Мелёшин (Евдокимов, 56), Аленичев, Титов, Кечинов (Коновалов, 61), Бахарев. Зенит (Санкт-Петербург): Приходько, А. Давыдов (Бобров, 61), Кондрашов, Игонин, Лепёхин, Вернидуб (к), Лебедь (Егунов, 53), Угаров, Стумбрис (Свистунов, 51), Белоцерковец, Д. Давыдов. |                  |                 |                         |                                                         |

## Кубок России 1997/98
| 30 июля 1997 1/16 финала | Металлург (Красный Сулин) | 0:2 (0:2)       | Спартак (Москва)             | Красный Сулин                                          |
| |                           | отчёт 1 отчёт 2 | 27′ Аленичев · 31′ Лутовинов | Стадион: «Металлург» Зрителей: 10 500 Судья: Н. Фролов |
| Металлург (Красный Сулин): Матвиенко, Пятибратов, Натачеев, Прохмутенко, Захаревич (Гомжин, 85), М. Белоусов, Кособродов, В. Белоусов, Найдин, Чичинадзе (Мочалов, 65), Афанасьев. Спартак (Москва): Филимонов, Горлукович (к), Хлестов, Ананко, Ромащенко (Мамедов, 57), Лутовинов (Ширко, 69), Дмитриев, Аленичев, Титов, Бахарев (Мелёшин, 46), Тихонов. |                           |                 |                              |                                                        |

## Лига чемпионов 1997/98

### Второй квалификационный раунд
| 13 августа 1997 первый матч | Кошице                        | 2:1 (2:1)       | Спартак (Москва) | Кошице                                                              |
| 19:00 СЕТ | Кожлей 15′ · Козак 42′ (пен.) | отчёт 1 отчёт 2 | 37′ Дмитриев     | Стадион: «Локомотив в Чермели» Зрителей: 12 600 Судья: Чарльз Аджус |
| Кошице: Мольнар, Шпилар, Телек, Козак, Дзурик, Яночко, Любарский (Руснак, 70), Тот, Кожлей (Краль, 80), Звара (Семеник, 67), Сович. Запасные: Бенко, Фактор, Бохнович, Лапсански. Главный тренер — Ян Козак. Спартак (Москва): Филимонов, Горлукович, Хлестов, Цымбаларь, Мамедов (Евсеев, 76), Ананко, Бахарев (Мелёшин, 42), Аленичев, Титов, Дмитриев (Робсон, 80), Тихонов. Запасные: Панайотиди, Лутовинов, Ширко. Главный тренер — Олег Романцев. |                               |                 |                  |                                                                     |

| 27 августа 1997 ответный матч | Спартак (Москва) | 0:0 (0:0)       | Кошице | Москва                                                   |
| 17:00 СЕТ |                  | отчёт 1 отчёт 2 |        | Стадион: «Локомотив» Зрителей: 22 000 Судья: Мишель Пиро |
| Спартак (Москва): Филимонов, Горлукович, Хлестов, Цымбаларь, Ананко (Головской, 46), Евсеев, Робсон (Лутовинов, 75), Аленичев, Титов, Дмитриев (Кечинов, 32), Тихонов. Запасные: Панайотиди, Мамедов, Ширко, Бахарев. Главный тренер — Олег Романцев. Кошице: Мольнар, Шпилар, Телек, Козак, Дзурик, Сович, Любарский (Руснак, 77), Тот (Яночко, 46), Кожлей (Фактор, 65), Краль, Звара. Запасные: Бенко, Бохнович, Семеник, Лапшанский. Главный тренер — Ян Козак. |                  |                 |        |                                                          |

## Кубок УЕФА 1997/98

### 1/32 финала
| 16 сентября 1997 первый матч | Сьон | 0:1 (0:0)       | Спартак (Москва) | Сьон                                                           |
| 21:00 MSK |      | отчёт 1 отчёт 2 | 73′ Кечинов      | Стадион: «Стад де Турбийон» Зрителей: 6 000 Судья: Фернан Месе |
| Сьон: Борер, Гаспоз (Грихтинг, 64), Кентен (к), Бьяджи, Вольф, Грасси, Камадини (Мюррей, 46), Лонфат, Замба, Милтон, Толо (Дерива, 70). Запасные: Барува, Ленжен, Уттара, Липавски. Главный тренер — Альберто Бигон. Спартак (Москва): Филимонов, Горлукович (к), Хлестов, Головской, Ананко, Лутовинов (Бузникин, 65), Робсон (Коновалов, 58), Аленичев, Бахарев, Кечинов (Ширко, 74), Тихонов. Запасные: Панайотиди, Евсеев, Мамедов, Мелёшин. Главный тренер — Олег Романцев. |      |                 |                  |                                                                |

| 30 сентября 1997 ответный матч | Спартак (Москва)         | 2:2 (1:1) | Сьон         | Москва                                                   |
| 19:30 MSK | Ширко 20′ · Аленичев 55′ | отчёт     | 4′, 74′ Лота | Стадион: «Локомотив» Зрителей: 8 350 Судья: Клод Коломбо |
| Спартак (Москва): Филимонов, Горлукович, Головской, Ромащенко, Бузникин (Робсон, 69), Ананко, Ширко, Аленичев, Титов, Кечинов, Тихонов. Запасные: Епифанов, Евсеев, Мамедов, Коновалов, Бахарев, Мелёшин. Главный тренер — Олег Романцев. Сьон: Борер, Кентен, Вольф, Кенно, Милтон, Замба, Лонфат (Мюррей, 72), Камадини, Уатарра (Шассо, 70), Толо (Соан, 70), Лота. Запасные: Барува, Бьяджи, Грихтинг, Липавски. Главный тренер — Жан-Клод Ришар. |                          |           |              |                                                          |

| 15 октября 1997 переигровка ответного матча | Спартак (Москва)                                                    | 5:1 (3:0)       | Сьон         | Москва                                                    |
| 19:00 MSK | Бузникин 5′ · Титов 37′ · Кечинов 41′ · Тихонов 60′ · Ромащенко 85′ | отчёт 1 отчёт 2 | 65′ Комадини | Стадион: «Локомотив» Зрителей: 24 500 Судья: Рене Темминк |
| Спартак (Москва): Филимонов, Горлукович, Ананко (Головской, 84), Аленичев, Титов, Кечинов, Тихонов, Бузникин (Мелёшин, 65), Ромащенко, Евсеев, Ширко (Цымбаларь, 46). Запасные: Епифанов, Коновалов, Бахарев, Робсон. Главный тренер — Олег Романцев. Сьон: Борер, Кентен, Бьяджи, Эйдели (Соан, 78), Вольф, Камадини, Лота (Уаттара, 50), Лонфат, Замба, Милтон (Мюррей, 65), Толо. Запасные: Барува, Ванетта, Дерива, Грихтинг. Главный тренер — Жан-Клод Ришар. |                                                                     |                 |              |                                                           |

### 1/16 финала
| 21 октября 1997 первый матч | Спартак (Москва)        | 2:0 (0:0)       | Реал Вальядолид | Москва                                                    |
| 19:00 MSK | Тихонов 60′ · Титов 84′ | отчёт 1 отчёт 2 |                 | Стадион: «Локомотив» Зрителей: 17 000 Судья: Фриц Штухлих |
| Спартак (Москва): Филимонов, Горлукович (к), Головской, Евсеев, Ромащенко, Ширко (Лутовинов, 55), Бузникин (Бахарев, 60), Аленичев, Титов, Кечинов, Тихонов. Запасные: Панайотиди, Коновалов, Цымбаларь, Робсон, Мелёшин. Главный тренер — Олег Романцев. Реал Вальядолид: Сесар, Карлос Родригес, Маркос, Гутьеррес, Петернац (Хуан Карлос, 84), Сантамария, Пенья, Эду, Жулио Сезар, Виктор (Кеведо, 46), Бенхамин (Чема, 62). Запасные: Эльдуайен, Эусебио, Хосе Мария, Лосано. Главный тренер — Сергей Крешич. |                         |                 |                 |                                                           |

| 4 ноября 1997 ответный матч | Реал Вальядолид | 1:2 (0:0)       | Спартак (Москва) | Вальядолид                                                       |
| 21:00 MSK | Хуан Карлос 88′ | отчёт 1 отчёт 2 | 64′, 90′ Ширко   | Стадион: «Нуэво Хосе Соррилья» Зрителей: 16 700 Судья: Грэм Полл |
| Реал Вальядолид: Сесар, X. Карлос Родригес, Пенья, Сантамария, Марков, Чема, Лосано (Эусебио, 75), Эду, Бенхамин, Виктор (Хуан Карлос, 68), Петернац (Рауль, 62). Запасные: Эльдуайен, Давид Гомес, Сото, Гутьеррес. Главный тренер — Сергей Крешич. Спартак (Москва): Филимонов, Горлукович (к), Ананко, Ромащенко, Евсеев, Кечинов (Мелёшин, 68), Аленичев, Титов (Лутовинов, 79), Тихонов, Ширко, Робсон (Бахарев, 46). Запасные: Панайотиди, Головской, Коновалов, Бузникин. Главный тренер — Олег Романцев. |                 |                 |                  |                                                                  |

### 1/8 финала
| 25 ноября 1997 первый матч | Карлсруэ | 0:0 (0:0)       | Спартак (Москва) | Карлсруэ                                                    |
| 21:00 MSK |          | отчёт 1 отчёт 2 |                  | Стадион: «Вильдпаркштадион» Зрителей: 12 500 Судья: Дик Йол |
| Карлсруэ: Райтмайер, Риттер, Хенген (Схепенс, 24), Краус, Метц, Райх, Регис, Вюк (Ньярко, 77), Хесслер (к), Гилевич, Шрот (Данди, 55). Запасные: Йенч, Колингер, Бер. Главный тренер — Винфрид Шефер. Спартак (Москва): Филимонов, Ананко, Горлукович (к), Евсеев, Ромащенко, Головской, Кечинов, Титов, Тихонов, Бахарев (Мелёшин, 45), Ширко. Запасные: Панайотиди, Бузникин, Лутовинов, Робсон. Главный тренер — Олег Романцев. |          |                 |                  |                                                             |

| 9 декабря 1997 ответный матч | Спартак (Москва) | 1:0 (0:0) (доп. вр.) | Карлсруэ | Москва                                                 |
| 20:00 MSK | Ширко 109′       | отчёт 1 отчёт 2      |          | Стадион: «Динамо» Зрителей: 32 500 Судья: Аманд Ансьон |
| Спартак (Москва): Филимонов, Горлукович (к), Хлестов, Ананко, Ромащенко, Ширко, Бузникин (Робсон, 46), Аленичев, Титов, Кечинов (Мелёшин, 22), Тихонов. Запасные: Панайотиди, Евсеев, Лутовинов, Дмитриев. Главный тренер — Олег Романцев. Карлсруэ: Райтмайер, Райх, Регис, Ритгер, Схепенс, Хесслер (к), Данди (Гилевич, 69), Шрот, Келлер, Краус, Боймер. Запасные: Йенч, Виттвер, Ньярко, Колингер. Главный тренер — Винфрид Шефер. |                  |                      |          |                                                        |

## Чемпионат России 1997 (дублирующий состав)
Дублирующий состав московского «Спартака» в сезоне 1997 года выступал в Третьей лиге, 3-й зоне.

### Итоговая таблица
| М | Команда               | И  | В  | Н  | П  | Мячи    | ±   | О  |
| - | --------------------- | -- | -- | -- | -- | ------- | --- | -- |
| 4 | Космос (Долгопрудный) | 40 | 21 | 8  | 11 | 63 − 41 | +22 | 71 |
| 5 | Рода (Москва)         | 40 | 23 | 7  | 10 | 83 − 49 | +34 | 76 |
| 6 | Спартак-д (Москва)    | 40 | 21 | 3  | 16 | 72 − 54 | +18 | 66 |
| 7 | Титан (Реутов)        | 40 | 19 | 7  | 14 | 57 − 52 | +5  | 64 |
| 8 | ЦСКА-д (Москва)       | 40 | 17 | 12 | 11 | 66 − 53 | +13 | 63 |

И — игры, В — выигрыши, Н — ничьи, П — проигрыши, Мячи — забитые и пропущенные голы, ± — разница голов, О — очки

### Результаты матчей
| 20 апреля 1997 1 тур | Химки | 1:2 | Спартак-Д (Москва) |  |

| 24 апреля 1997 2 тур | Спартак-Д (Москва) | 1:2 | Динамо-Д (Москва) |  |

| 27 апреля 1997 3 тур | Торпедо-Лужники-Д (Москва) | 0:1 | Спартак-Д (Москва) |  |

| 2 мая 1997 4 тур | Спартак-Д (Москва) | 1:0 | Торгмаш (Люберцы) |  |

| 9 мая 1997 5 тур | Монолит (Москва) | 1:3 | Спартак-Д (Москва) |  |

| 18 мая 1997 6 тур | Спартак-Д (Москва) | 2:1 | Спортакадемклуб (Москва) |  |

| 22 мая 1997 7 тур | Чертаново (Москва) | 1:3 | Спартак-Д (Москва) |  |

| 25 мая 1997 8 тур | Рода (Москва) | 3:1 | Спартак-Д (Москва) |  |

| 29 мая 1997 9 тур | Спартак-Д (Москва) | 2:1 | Торпедо-ЗИЛ (Москва) |  |

| 1 июня 1997 10 тур | ЦСКА-Д (Москва) | 1:0 | Спартак-Д (Москва) |  |

| 12 июня 1997 11 тур | Спартак-Д (Москва) | 5:3 | Динамо-2 (Москва) |  |

| 19 июня 1997 12 тур | Асмарал (Москва) | 1:0 | Спартак-Д (Москва) |  |

| 22 июня 1997 13 тур | Спартак-Д (Москва) | 2:0 | Красногвардеец (Москва) |  |

| 26 июня 1997 14 тур | Локомотив-Д (Москва) | 2:2 | Спартак-Д (Москва) |  |

| 29 июня 1997 15 тур | Спартак-Д (Москва) | 2:1 | МИФИ (Москва) |  |

| 3 июля 1997 16 тур | Космос (Долгопрудный) | 2:3 | Спартак-Д (Москва) |  |

| 7 июля 1997 17 тур | Спартак-Д (Москва) | 3:1 | Спартак (Луховицы) |  |

| 13 июля 1997 18 тур | Фабус (Бронницы) | 0:2 | Спартак-Д (Москва) |  |

| 17 июля 1997 19 тур | Спартак-Д (Москва) | 3:1 | Коломна |  |

| 20 июля 1997 20 тур | Спартак-Д (Москва) | 1:3 | Титан (Реутов) |  |

| 3 августа 1997 21 тур | Спартак-Д (Москва) | 1:2 | Химки |  |

| 7 августа 1997 22 тур | Динамо-Д (Москва) | 1:0 | Спартак-Д (Москва) |  |

| 10 августа 1997 23 тур | Спартак-Д (Москва) | 3:0 | Торпедо-Лужники-Д (Москва) |  |

| 14 августа 1997 24 тур | Торгмаш (Люберцы) | 2:4 | Спартак-Д (Москва) |  |

| 17 августа 1997 25 тур | Спартак-Д (Москва) | 3:1 | Монолит (Москва) |  |

| 21 августа 1997 26 тур | Спортакадемклуб (Москва) | 2:0 | Спартак-Д (Москва) |  |

| 24 августа 1997 27 тур | Спартак-Д (Москва) | 9:1 | Чертаново (Москва) |  |

| 29 августа 1997 28 тур | Спартак-Д (Москва) | 1:0 | Рода (Москва) |  |

| 2 сентября 1997 29 тур | Торпедо-ЗИЛ (Москва) | 5:0 | Спартак-Д (Москва) |  |

| 5 сентября 1997 30 тур | Спартак-Д (Москва) | 1:3 | ЦСКА-Д (Москва) |  |

| 11 сентября 1997 31 тур | Титан (Реутов) | 1:0 | Спартак-Д (Москва) |  |

| 18 сентября 1997 32 тур | Динамо-2 (Москва) | 2:1 | Спартак-Д (Москва) |  |

| 21 сентября 1997 33 тур | Спартак-Д (Москва) | 1:2 | Асмарал (Москва) |  |

| 28 сентября 1997 34 тур | Красногвардеец (Москва) | 0:0 | Спартак-Д (Москва) |  |

| 2 октября 1997 35 тур | Спартак-Д (Москва) | 3:0 | Локомотив-Д (Москва) |  |

| 5 октября 1997 36 тур | МИФИ (Москва) | 1:3 | Спартак-Д (Москва) |  |

| 9 октября 1997 37 тур | Спартак-Д (Москва) | 0:1 | Космос (Долгопрудный) |  |

| 12 октября 1997 38 тур | Спартак (Луховицы) | 3:2 | Спартак-Д (Москва) |  |

| 19 октября 1997 39 тур | Спартак-Д (Москва) | 1:2 | Фабус (Бронницы) |  |

| 25 октября 1997 40 тур | Коломна | 0:0 | Спартак-Д (Москва) |  |

## Кубок чемпионов Содружества 1997

### Групповой этап
| 25 января 1997 1 тур | Спартак (Москва) | 4:2 | Нефтчи (Баку) |  |

| 26 января 1997 2 тур | Спартак (Москва) | 3:0 | Навбахор (Наманган) |  |

| 28 января 1997 3 тур | Спартак (Москва) | 6:0 | Зимбру (Кишинёв) |  |

### Итоговая таблица
| М | Клуб                | И | В | Н | П | МЗ | МП | РМ  | О |
| - | ------------------- | - | - | - | - | -- | -- | --- | - |
| 1 | Спартак (Москва)    | 3 | 3 | 0 | 0 | 13 | 2  | +11 | 9 |
| 2 | Зимбру (Кишинёв)    | 3 | 2 | 0 | 1 | 7  | 7  | +0  | 6 |
| 3 | Навбахор (Наманган) | 3 | 1 | 0 | 2 | 5  | 11 | -6  | 3 |
| 4 | Нефтчи (Баку)       | 3 | 0 | 0 | 3 | 6  | 11 | -5  | 0 |

### Плей-офф
| 29 января 1997 1/4 финала | Спартак (Москва) | 3:0 | Пюник (Ереван) |  |

| 31 января 1997 1/2 финала | Спартак (Москва) | 1:1 (3:2 пен.) | Копетдаг (Ашхабад) |  |

| 2 февраля 1997 Финал | Спартак (Москва) | 2:3 | Динамо (Киев) |  |

## Турнир на призы Фёдора Черенкова

### Результаты матчей
- Полуфинальный матч проходил 46 минут (23+23), а финальный матч 70 минут (35+35).

| 16 февраля 1997 1/2 финала | Меч (Ефремов) | 1:4 | Спартак-Д (Москва) |  |

| 16 февраля 1997 Финал | Левша (Плавск) | 0:0 (7:6 пен.) | Спартак-Д (Москва) |  |

## Турнир памяти братьев Старостиных

### Групповой этап
| 21 февраля 1997 1 тур | Спартак-Д (Москва) | 3:1 | Спартак (Щёлково) |  |

| 22 февраля 1997 2 тур | Спартак-Д (Москва) | 3:2 | Спартак (Кострома) |  |

| 24 февраля 1997 3 тур | Спартак-Д (Москва) | 4:0 | Спартак (Тамбов) |  |

### Итоговая таблица
| М | Клуб               | И | В | Н | П | МЗ | МП | РМ | О |
| - | ------------------ | - | - | - | - | -- | -- | -- | - |
| 1 | Спартак-Д (Москва) | 3 | 3 | 0 | 0 | 10 | 3  | +7 | 9 |
| 2 | Спартак (Щёлково)  | 3 | 2 | 0 | 1 | 6  | 4  | +2 | 6 |
| 3 | Спартак (Тамбов)   | 3 | 1 | 0 | 2 | 3  | 8  | -5 | 3 |
| 4 | Спартак (Кострома) | 3 | 0 | 0 | 3 | 5  | 9  | -4 | 0 |

### Финал
| 27 февраля 1997 | Спартак-Д (Москва) | 4:1 | Рода (Москва) |  |

## Товарищеские матчи

### Основной состав
| 8 января 1997 | Спартак (Москва) | 3:3 | Шахтёр (Донецк) |  |

| 8 января 1997 | Спартак (Москва) | 1:4 | Шахтёр (Донецк) |  |

| 15 января 1997 | Маккаби (Хайфа) | 3:1 | Спартак (Москва) |  |

| 18 февраля 1997 | Спартак (Москва) | 18:1 | неизвестно |  |

| 20 февраля 1997 | Адмира Ваккен (Вена) | 1:2 | Спартак (Москва) |  |

| 23 февраля 1997 | Спартак (Москва) | 6:0 | Кайрат (Алма-Ата) |  |

| 21 февраля 1997 | Спартак (Москва) | 0:0 | Носта (Новотроицк) |  |

| 24 февраля 1997 | Спартак (Москва) | 1:1 | Локомотив (Чита) |  |

| 28 февраля 1997 | Спартак (Москва) | 3:3 | Силтерборг |  |

| 3 марта 1997 | Спартак (Москва) | 8:2 | Волгарь-Газпром (Астрахань) |  |

| 6 марта 1997 | Сиирт Кёйхизметлери (Анталия) | 1:10 | Спартак (Москва) |  |

| 8 марта 1997 | Сикерспор (Анталия) | 0:12 | Спартак (Москва) |  |

| 5 июня 1997 | Алга-ПВО (Бишкек) | 1:6 | Спартак (Москва) |  |

| 6 июня 1997 | Кайрат (Алма-Ата) | 1:0 | Спартак (Москва) |  |

| 19 ноября 1997 | Ульм-1846 (Ульм) | 2:3 | Спартак (Москва) |  |

### Дублирующий состав
| 3 января 1997 | Спартак-Д (Москва) | 5:0 | Торпедо-Лужники-Д (Москва) |  |

| 6 января 1997 | Спартак-Д (Москва) | 4:3 | Автомобилист (Ногинск) |  |

| 10 января 1997 | Спартак-Д (Москва) | 1:2 | Сокол-ПЖД (Саратов) |  |

| 17 января 1997 | Спартак-Д (Москва) | 5:0 | Спартак (Тамбов) |  |

| 6 февраля 1997 | Рода (Москва) | 1:4 | Спартак-Д (Москва) |  |

| 4 марта 1997 | Мосэнерго (Москва) | 1:2 | Спартак-Д (Москва) |  |

| 15 марта 1997 | Спартак-Д (Москва) | 5:0 | Коломна-820 (Коломна) |  |

| 20 марта 1997 | Рода (Москва) | 3:6 | Спартак-Д (Москва) |  |

| 4 апреля 1997 | Рода (Москва) | 3:2 | Спартак-Д (Москва) |  |

| 11 апреля 1997 | Спартак-Д (Москва) | 0:1 | МИФИ (Москва) |  |

| 26 июля 1997 | Космос (Долгопрудный) | 2:2 | Спартак-Д (Москва) |  |

| 28 июля 1997 | Спортакадемклуб (Москва) | 1:2 | Спартак-Д (Москва) |  |

## Статистика

### «Сухие» матчи
Включает в себя все официальные игры. Список отсортирован по итоговому результату.
| Поз. | Нац.        | Номер | Имя                 | Чемпионат | Кубок | Еврокубки | Итого |
| ---- | ----------- | ----- | ------------------- | --------- | ----- | --------- | ----- |
| 1    | Флаг России | ?     | Александр Филимонов | 15        | 2     | 5         | 22    |
| 2    | Флаг России | ?     | Руслан Нигматуллин  | 1 (1)     | 0     | 0         | 1 (1) |
|      |             |       | ВСЕГО               | 15        | 2     | 5         | 22    |

## Достижения

### Командные
| Турнир                                           | Достижение           |
| ------------------------------------------------ | -------------------- |
| Чемпионат России по футболу 1997                 | Победитель (5-й раз) |
| Кубок чемпионов Содружества 1997                 | Финалист (1-й раз)   |
| Турнир на призы Фёдора Черенкова 1997            | Финалист (1-й раз)   |
| Турнир памяти братьев Старостиных 1997 (дублёры) | Победитель (1-й раз) |

### Индивидуальные
| Нац.        | Номер | Игрок / Тренер      | Достижение                                       |
| ----------- | ----- | ------------------- | ------------------------------------------------ |
| Флаг России | ?     | Дмитрий Аленичев    | Футболист года в России (еженедельник «Футбол»)  |
| Флаг России | ?     | Дмитрий Аленичев    | Футболист года в России (Спорт-Экспресс)         |
| Флаг России | ?     | Дмитрий Аленичев    | Лучший футболист ЧР (по оценкам «СЭ»)            |
| Флаг России | ?     | Дмитрий Аленичев    | Футбольный джентльмен года в России              |
| Флаг России | ?     | Олег Романцев       | Тренер года в России                             |
| Флаг России | ?     | Андрей Тихонов      | № 1 в списке 33 лучших футболистов чем-та России |
| Флаг России | ?     | Дмитрий Аленичев    | № 1 в списке 33 лучших футболистов чем-та России |
| Флаг России | ?     | Валерий Кечинов     | № 1 в списке 33 лучших футболистов чем-та России |
| Флаг России | ?     | Сергей Горлукович   | № 2 в списке 33 лучших футболистов чем-та России |
| Флаг России | ?     | Александр Филимонов | № 2 в списке 33 лучших футболистов чем-та России |
| Флаг России | ?     | Егор Титов          | № 2 в списке 33 лучших футболистов чем-та России |
| Флаг России | ?     | Максим Бузникин     | № 2 в списке 33 лучших футболистов чем-та России |
| Флаг России | ?     | Дмитрий Хлестов     | № 3 в списке 33 лучших футболистов чем-та России |